# Anette Hage - rejsende i tid
Anette Hage - rejsende i tid er en dokumentarfilm instrueret af Lise Kapper.

## Handling
Anette Hage er en ildsjæl! Hun har samlet på tøj fra dette århundrede i over 30 år og bruger nu sin kolossale samling til at gøre fortiden levende for nutiden. Hun har fået startet sit eget museum og arrangerer "tidsbilleder", hvor hun klæder folk på i tiden.